# Giuseppe Graglia
 Giuseppe Graglia  (né le 6 novembre 1909 à Moncucco Torinese, dans la province d'Asti au Piémont et mort le 26 septembre 1996 à Turin) est un coureur cycliste luxembourgeois, professionnel de 1929 à 1934.

## Biographie
Né au Piémont, il grandit au Luxembourg, où il avait déménagé avec sa famille. Il se distingue en amateur en remportant notamment le Giro del Sestriere et la Coppa Fossati. Passé professionnel en 1929, il s'impose notamment deux fois sur Milan-Turin en 1931 et 1933.
Il devient par la suite directeur sportif de la Legnano de Gino Bartali et Fausto Coppi.

## Palmarès
- 1929
  - Coppa Città di Asti
- 1931
  - Milan-Turin
  - Coppa Città di Asti
  - 3e du Tour de Lombardie amateurs
- 1932
  - 3e étape du Tour du Piémont
  - 2e de Milan-Turin
- 1933
  - Milan-Turin
  - 1re étape du Tour du Piémont
  - 9e du Tour de Lombardie
- 1934
  - 3e de Milan-Turin
  - 5e de Milan-San Remo